# Étiolement
L’étiolement est la réaction d'une plante à la diminution ou privation de lumière : les tiges s'allongent et s'affaiblissent. Il y a une perte de la couleur verte (chlorose) par disparition et/ou non synthèse de chlorophylle, dédifférenciation et/ou non différenciation des chloroplastes, croissance en longueur exagérée des tiges (effilement) et croissance et développement réduit des feuilles.

## Étiolement forcé
L'étiolement de parties de certaines plantes est provoqué de manière courante pour les exploiter dans un but particulier.

### Culture potagère
En culture potagère, un étiolement forcé s'obtient en couvrant de jeunes pousses. Cette technique permet d'obtenir des caractéristiques appréciables pour la consommation de ces pousses. Elle est habituelle pour la culture de l'asperge ou de l'endive. Elle a été expérimentée pour de nombreuses espèces, en les plaçant sous un pot, ou dans du sable, ce qui les rend par exemple moins amères ou plus tendres, mais en les privant de vitamines C. 
L'étiolement se produit aussi lors de la germination des semences sous terre. Les plantules avant d'émerger sont privées de lumière, on parle alors de skotomorphogénèse.

### Marcottage
L'étiolement s'obtient par l'action d'enrubanner une partie aérienne d'une plante ligneuse. Pendant trois à douze mois, la partie enrubannée s'étiole, ce qui induit une rejuvénilisation de cette partie et donc ce qui favorise la rhizogénèse. En coupant la marcotte sous la partie étiolée et en l'enfouissant en terre, on procède à un marcottage.